# Таргу Карбунешти
Таргу Карбунешти (рум. Târgu Cărbuneşti) је варош жупанији Горж у југозападној Румунији. Према попису из 2021. године, варош има 7.616 становника.

## Географија
Таргу Карбунешти се налази на југоистоку жупаније Горж смештено на месту ушћа реке Блахнице у Ђилорт. Налази се у јужном делу котлине Таргу Жију — Кампу Маре, на прелазу између две географске целине, Супкарпата и Гетског побрђа.
Административна територија вароши простире на површини од 129,56 km². Границе вароши су следеће:
- На северу — општине Скоарца и Албени
- На југу — варош Циклени и општина Жупанешти
- На истоку — општине Берлешти и Ликуричи
- На западу — општина Данешти

## Становништво и насеља
| 1977. | 1992. | 2002. | 2011. | 2021. |
| ----- | ----- | ----- | ----- | ----- |
| 7.519 | 9.281 | 8.699 | 8.034 | 7.616 |

Према попису из 2021. на територији вароши Таргу Карбунешти живело је 7.616 становника, од којих у самом насељу Таргу Карбунешти 4.297 становника, а остатак у другим насељима вароши. У односу на попис из 2011. када је било 8.034 становника, забележен је пад у броју становника од 5,20% тј. 418 становника. Већинско становништво чине Румуни са 86,84%, док од мањина се издвајају Роми са 5,44%.
| Етнички састав према попису из 2021.‍ | Етнички састав према попису из 2021.‍ | Етнички састав према попису из 2021.‍ | Етнички састав према попису из 2021.‍ | Етнички састав према попису из 2021.‍ |
| ------------------------------------ | ------------------------------------ | ------------------------------------ | ------------------------------------ | ------------------------------------ |
|                                      |                                      |                                      |                                      |                                      |
| Румуни                               | Румуни                               |                                      | 6.614                                | 86,84%                               |
| Роми                                 | Роми                                 |                                      | 414                                  | 5,44%                                |
| Албанци                              | Албанци                              |                                      | 13                                   | 0,17%                                |
| Остали                               | Остали                               |                                      | 8                                    | 0,11%                                |
| Непознато                            | Непознато                            |                                      | 567                                  | 7,44%                                |

### Насеља
Варош Таргу Карбунешти се састоји из 11 насеља: Блахница де Жос, Карбунешти-Сат, Кожани, Крецешти, Куртеана, Мачешу, Пожођени, Рогожени, Таргу Карбунешти, Флорештени и Штефанешти. Од свих насеља највеће је Таргу Карбунешти где живи 56,42% становништва вароши.
| Назив                  | Румунски назив | Становништво | Становништво |
| Назив                  | Румунски назив | 2011.        | 2021.        |
| ---------------------- | -------------- | ------------ | ------------ |
| Блахница де Жос        |                | 76           | 57           |
| Карбунешти-Сат         |                | 678          | 615          |
| Кожани                 |                | 370          | 442          |
| Крецешти               |                | 252          | 221          |
| Куртеана               |                | 179          | 154          |
| Мачешу                 |                | 125          | 107          |
| Пожођени               |                | 937          | 920          |
| Рогожени               |                | 23           | 21           |
| Таргу Карбунешти       |                | 4.491        | 4.297        |
| Флорештени             |                | 354          | 317          |
| Штефанешти             |                | 549          | 465          |
| Варош Таргу Карбунешти |                | 8.034        | 7.616        |

## Историјски споменици
У табели су дати заштићени историјски споменици на територији вароши Таргу Карбунешти од којих су сви од локалног значаја.
| Историјски споменик                                            | Историјски споменик                                | Датирање                 | Локација                         |
| -------------------------------------------------------------- | -------------------------------------------------- | ------------------------ | -------------------------------- |
| Археолошко налазиште у Таргу Карбунештију — локалитет Ђеминеле | Насеље                                             | бронзано доба            | Таргу Карбунешти                 |
| Археолошко налазиште у Таргу Карбунештију — локалитет Ђеминеле | Насеље                                             | неолит (култура Салкуца) | Таргу Карбунешти                 |
| Урбани комплекс у Улици хероја                                 |                                                    |                          | Таргу Карбунешти                 |
| Урбани комплекс у Улици Ђилорт                                 |                                                    |                          | Таргу Карбунешти                 |
| Урбани комплекс у Улици ружа                                   |                                                    |                          | Таргу Карбунешти                 |
| Манастир Светог Јована Крститеља (Камарашеаска)                | Манастир Светог Јована Крститеља (Камарашеаска)    | 1780.                    | Таргу Карбунешти                 |
| Црква брвнара Светих архангела                                 | Црква брвнара Светих архангела                     | 1797.                    | Таргу Карбунешти                 |
| Црква брвнара Успења Богородице                                | Црква брвнара Успења Богородице                    | 1832.                    | Тупша                            |
| Црква брвнара Свете Параскеве                                  | Црква брвнара Свете Параскеве                      | 1698.                    | Дуцешти                          |
| Црква Светог Јована, Светог Николе и Светог Ђорђа              | Црква Светог Јована, Светог Николе и Светог Ђорђа  | 1824—1825                | Кожани                           |
| Црква брвнара Св. цара Константина и царице Јелене             | Црква брвнара Св. цара Константина и царице Јелене | 1812.                    | Куртеана                         |
| Црква брвнара Рођења Богородице                                | Црква брвнара Рођења Богородице                    | 1812.                    | између Флорештенија и Крецештија |
| Црква брвнара Вазнесења Господњег                              | Црква брвнара Вазнесења Господњег                  | 1796.                    | Команешти — Пожођени             |
| Црква брвнара Светог Николе                                    | Црква брвнара Светог Николе                        | 1836.                    | Штефанешти                       |
| Споменик херојима палим у Првом светском рату                  | Споменик херојима палим у Првом светском рату      | 1926.                    | Пожођени                         |